# (53157) Akaishidake
(53157) Akaishidake est un astéroïde de la ceinture principale.

## Description
(53157) Akaishidake est un astéroïde de la ceinture principale. Il fut découvert le 5 février 1999 à Susono par Makio Akiyama. Il présente une orbite caractérisée par un demi-grand axe de 2,56 UA, une excentricité de 0,35 et une inclinaison de 23,3° par rapport à l'écliptique.

## Compléments